# 과실 (수익물)
과실(果實)이란 원물에서 얻어지는 수익물이다. 과실에는 천연과실(天然果實)과 법정과실(法定果實)이 있다. 천연과실은 토지에서 생산되는 작물이나 식목에서 생산되는 과일, 가축에서 생산되는 우유 등과 같이 물건을 용법에 따라 사용하여 수취하는 산출물이며, 법정과실은 임대차로 인해 발생하는 임료, 소비대차나 소비임치로 인해 발생하는 이자 등과 같이 물건을 대가로서 수취하는 금전이나 기타 물건이다.
천연과실은 원물에 분리된 때에 독자적인 물건으로 인정되며, 분리된 때에 수취할 권리를 가진 자에게 귀속된다.(민법 제102조 1항) 대개의 경우 천연과실은 소유자(제211조)에게 귀속되지만, 예외적으로 선의의 점유자(제201조), 지상권자(제279조), 전세권자(제303조), 유치권자(제323조), 질권자(제343조), 저당권자(제359조), 매도인(제587조), 사용차주(제609조), 임차인(제618조), 친권자(제923조), 수증자(제1079조)에게도 인정된다. 단,  선의의 점유자는 과실을 취득할 권한을 가지지만 과실을 취득했다면 통상의 필요비를 청구할 수 없다.(대한민국 민법 제201조 1항, 제203조 1항)
한편 법정과실은 수취할 권리가 존속하는 기간의 일수의 비율로 취득한다.(대한민국 민법 제102조 2항) 기한의 이익은 채무자를 위한 것으로 추정되지만 채권자에게 이자 등의 이익이 있을 때에 채무자가 기한의 이익을 포기하기 위해서는 존속 기간에 발생할 이자의 전부를 배상하여야 한다.(대한민국 민법 제153조)

## 천연과실
물건의 용법에 의해 수취(收取)되는 산출물이 천연과실이다(101조 1항). 쌀, 과수의 열매, 우유, 동물의 새끼 등과 같이 자연적·유기적으로 산출되는 물건에 한하지 않고, 광물·석재·토사(土砂) 등과 같이 인공적·무기적으로 수취되는 물건도 천연과실이다. 이와 같은 천연과실은 원물로부터 분리하기 전에는 원물의 구성부분으로서 분리와 더불어 독립한 물건이 된다. 또한 분리한 경우 천연과실은 누구의 것이 되는가에 관하여 민법은 분리할 때에 이것을 수취하는 권리를 가진 자에게 귀속한다고 정하고 있다(102조 1항). 수취권자는 원칙적으로 원물의 소유자이지만(211조) 예외로 소유자 이외의 자일 경우도 있다. 예컨대 선의의 점유자(201조) 지상권자(279조)·임차인(618조)·매도인(587조) 등이다. 또한 미분리(未分離)의 천연과실은 일반적으로 원물(元物)의 일부이며 독립한 물건은 아니지만 관습상 미분리인 채로 거래의 객체가 되는 때가 있다(예；과일·立稻·立麥 등). 이와 같은 경우에는 그 범위에서 독립성을 인정하고 이에 관하여 타인의 물권의 성립을 인정하고 있다. 단, 독립한 거래의 목적으로 하기 위해서는 명인방법(明認方法)을 요한다는 이론이 시인되고 있다. 이것은 생립(生立)하고 있는 수목(樹木)을 토지에서 분리하여 거래할 수 있다는 이론과 동일하다.

## 법정과실
물건의 사용의 대가(代價)로서 받는 금전 기타의 물건이 법정과실이다(101조 2항). 예컨대 부동산 사용의 대가인 가임(家賃)·지료(地料), 금전대차의 이자 등이 법정과실이다. 또한 법정과실의 귀속은 어떻게 되는가에 관하여 민법은 이것을 수취할 수 있는 권리의 존속기간 일수(日數)의 비율로 취득한다(102조 2항)고 하였다. 따라서 가령 임대 중의 가옥이 타인에게 양도되면 양도일(讓渡日) 이전의 가임은 전가주(前家主)가 취득하고, 그 이후의 가임은 신가주가 취득하게 된다. 그리고 판례(判例)는 가임·지료가 연(年) 혹은 월(月)로써 결정되어 있는 경우에도 마찬가지로 취급된다고 하였다. 다만 이것과 다른 약속이나 관습이 있는 경우에는 그것에 따른다.

## 같이 보기
- 대한민국 민법 제101조 민법총칙-천연과실, 법정과실
- 대한민국 민법 제102조 민법총칙-과실의 취득